# Tim McIlrath
Tim McIlrath, född Timothy James McIlrath 3 november 1979 i Indianapolis, Indiana, är en amerikansk musiker. Han är frontfigur och sångare samt gitarrist i punkrockbandet Rise Against från Chicago. Med sin flexibla röst och förmåga att sjunga både mjukt och skrika är han en viktig pusselbit i bandet. Han har även ett sidoprojekt kallat The Killing Tree och har tidigare varit medlem i Baxter och Arma Angelus.
Tim McIlrath är en strikt vegan och aktiv medlem i djurrättsorganisationen People for the Ethical Treatment of Animals.
Tim McIlrath har heterokroma ögon.

## Diskografi (urval)
Album med Rise Against
- Transistor Revolt (demo) (2000)
- The Unraveling (2001)
- Revolutions per Minute (2003)
- Siren Song of the Counter Culture (2004)
- The Sufferer and the Witness (2006)
- This Is Noise (2007)
- Appeal to Reason (2008)
- Endgame (2011)
- The Black Market (2014)
- Wolves (2017)
- The Ghost Note Symphonies, Vol. 1 (2018)

Album med Baxter
- Troy's Bucket (1997)
- Lost Voices... (1997)
- Eastman & Evergreen (1999)
- .baxter. (samlingsalbum) (2003)

Album med The Killing Tree
- Bury Me at Make-Out Creek (2000)
- The Romance of Helen Trent (2002)
- We Sing Sin (2003)
- Hair: Chicago Punk Cuts (samlingsalbum) (2006)

Abum med Arma Angelus
- The Grave End of the Shovel (2001)
- Things We Don't Like We Destroy (samlingsalbum) (2002)